# Meglena Kuneva
Meglena Kuneva (Меглена Кунева în bulgară) (n. 22 iunie 1957) este o politiciană bulgară. De la 1 ianuarie 2007, este Comisarul European din partea Bulgariei, având portfoliul "Protecția Consumatorului" în Comisia Barroso.
1. 1 2  Strazha.bg
2. ↑  Meglena Kunewa, Munzinger Personen, accesat în 9 octombrie 2017
3. ↑  „Meglena Kuneva”, Gemeinsame Normdatei, accesat în 12 decembrie 2014
4. 1 2 3  Strazha.bg, accesat în 10 ianuarie 2023